# Platges d'Entremares i de Buelna
Les Platges de Buelna i de Entremares, són unes platges situades en el concejo de Llanes, Astúries. S'emmarca a les platges de la Costa oriental d'Astúries, també anomenada Costa Verda Asturiana i és considerada paisatge protegit, des del punt de vista mediambiental (per la seva vegetació). Per aquest motiu està integrada, segons informació del Ministeri d'Agricultura, Alimentació i Medi ambient, en el Paisatge Protegit de la Costa Oriental d'Astúries.

## Descripció
Buelna i Entremares són unes platges contigües que s'uneixen en produir-se grans baixades de marea.
La platja Entremares, situada a l'oest de la platja de Buelna, és de reduïdes dimensions i presenta una forma allargada en vertical sobre l'horitzó. La hi qualifiquen com a cala, tractant-se realment d'una espècie de racó de la costa amb un jaç de fina i blanca sorra poc freqüentada i mancada de qualsevol tipus de servei. Desapareix durant la pleamar.
Per la seva banda, la platja de Buelna, té forma de petxina i majors dimensions que l'anterior. És considerada com a platja natural i en ella poden contemplar-se formacions càrstiques de gran bellesa, com el pinacle calcari que es coneix com “El Picón”, que es troba en un dels seus extrems, o els bufons, lapiaces o dolines que poden observar-se a la seva rodalia.
Donada la bellesa paisatgística i la seguretat com a zona de banys, unida a la neteja de les seves aigües, la fa ser molt freqüentada malgrat no comptar amb cap servei, excepte papereres i servei de neteja.